# Descripteur de fichier
 (novembre 2013).
Si vous disposez d'ouvrages ou d'articles de référence ou si vous connaissez des sites web de qualité traitant du thème abordé ici, merci de compléter l'article en donnant les références utiles à sa vérifiabilité et en les liant à la section « Notes et références ».

Les descripteurs de fichier pour l'entrée, la sortie, et les erreurs

En informatique, un descripteur de fichier (file descriptor en anglais) est une clé abstraite pour accéder à un fichier (c'est un entier). 
On utilise généralement ce terme pour les systèmes d'exploitation POSIX.
Dans la terminologie de Microsoft Windows et dans le contexte de la bibliothèque stdio.h, on préfère le terme filehandle, bien que ce soit techniquement un objet différent (voir infra).

## Explications
Dans POSIX, un descripteur de fichier est un entier, et plus spécifiquement dans le langage C, un entier de type int.
Il y a trois descripteurs de fichier POSIX standard pour tout processus qui n'est pas un daemon :
| Nombre entier | Nom             | Constante (unistd.h) | Flux   |
| ------------- | --------------- | -------------------- | ------ |
| 0             | Entrée standard | STDIN_FILENO         | stdin  |
| 1             | Sortie standard | STDOUT_FILENO        | stdout |
| 2             | Erreur standard | STDERR_FILENO        | stderr |

Généralement, un descripteur de fichier est un index d'une entrée dans le noyau-résident, structure de données contenant les détails de tous les fichiers ouverts.
Dans POSIX, on appelle cette structure de données une table de descripteurs de fichier. Et chaque processus a sa propre table de descripteurs de fichier. L'application utilisateur passe la clé abstraite qu'est le descripteur de fichier au noyau par un appel système et le noyau accèdera au fichier grâce à cette clé. L'application ne peut pas lire ou écrire directement dans la table des descripteurs de fichier.
Dans un système Unix, les descripteurs de fichier peuvent désigner des fichiers, des répertoires, des devices bloc ou caractère (souvent appelés fichiers spéciaux), des pipes nommés ou des pipes anonymes.

## Filehandle
Le filehandle FILE * de la bibliothèque C d'entrées/sorties standard est techniquement un pointeur vers une structure de données gérées par les routines de cette bibliothèque. Sur les systèmes Unix, l'une de ces structures inclut un descripteur de fichier pour l'objet en question. Puisque le nom de file handle se réfère à cette couche additionnelle, il n'est pas interchangeable avec celui de descripteur de fichier.
Pour compliquer encore la terminologie, Microsoft Windows utilise aussi le terme file handle pour désigner la construction de bas niveau, c'est-à-dire les descripteurs de fichier POSIX. Les bibliothèques C Microsoft  fournissent aussi des fonctions de compatibilité qui « encapsulent » ces handles natifs pour supporter des conventions « à la POSIX » de descripteurs de fichier comme décrits ci-dessus.

## Opérations sur les descripteurs de fichier
Un Unix moderne fournit typiquement les opérations suivantes sur les descripteurs de fichier.
Appels système de création de descripteurs de fichier
- open(), open64(), creat(), creat64()
- socket()
- socketpair()
- pipe()

Opérations sur un seul descripteur de fichier
- read(), write()
- recv(), send()
- recvmsg(), sendmsg() (permet d'envoyer des descripteurs de fichier à un autre processus)
- sendfile()
- lseek(), lseek64()
- fstat(), fstat64()
- fchmod()
- fchown()

Opérations sur de multiples descripteurs de fichier
- select(), pselect()
- poll()

Opérations sur la table des descripteurs de fichier
- close(descripteur)
- dup(descripteur)
- dup2()
- fcntl (F_DUPFD)
- fcntl (F_GETFD and F_SETFD)

Opérations qui modifient l'état du processus
- fchdir(): change le répertoire de travail courant du processus appelant fourni sous forme de descripteur de fichier
- mmap(): projette des portions d'un fichier dans l'espace d'adresse du processus

Verrouillage de fichier
- flock()
- fcntl (F_GETLK, F_SETLK and F_SETLKW)
- lockf()

Sockets
- connect()
- bind()
- listen()
- accept() : crée un nouveau descripteur de fichier lors d'une connexion entrante
- getsockname()
- getpeername()
- getsockopt(), setsockopt()
- shutdown() : ferme un ou les deux bouts d'une connexion full duplex

Divers
- ioctl(): une large collection d'opérations diverses sur un seul descripteur de fichier, souvent associé avec un device

## Descripteurs de fichier et capacité
Les descripteurs de fichier Unix sont des capacités. Ils peuvent être passés entre des processus à des sockets du domaine UNIX avec l'appel système sendmsg().
Une table de descripteurs de fichier Unix est un exemple de C-list.